# مهبد مقدم
مهبد مقدم (۱۷ نوامبر ۱۹۸۲ - مارس ۲۰۲۴) کارآفرین اینترنتی ایرانی-آمریکایی و یکی از مؤسسان و رئیس اِوِرپِیدیا بود. مقدم یکی از بنیانگذاران جینیس نیز بود. او این شرکت را در اوت ۲۰۰۹ به همراه تام لهمن و ایلان زکوری ایجاد کرد.

## تحصیلات
مقدم دبیرستان خود را در «بیرمنگام‌های» در لس آنجلس گذرانده و سپس در زمینه تاریخ و مطالعات بین‌الملل از دانشگاه ییل فارغ‌التحصیل شد. او در طول تحصیل عضو فی بتا کاپا بود. مقدم سرانجام جی دی خود را در زمینه حقوق از دانشگاه استنفورد در سال ۲۰۰۸ دریافت کرد و پس از آن به عنوان وکیل مؤسسه حقوقی دیوی و لبوف مشغول به کار شد.

## زندگی و حرفه
مقدم در سال ۲۰۱۳ در فهرست ۳۰ زیر ۳۰ فوربس قرار گرفت. او در سال ۲۰۱۴ به دنبال نظرات حاشیه ساز پیرامون تیراندازی در ایسلا ویستا از جینیس کناره‌گیری کرد.
او در سال ۲۰۱۵ پس از ملاقات با سام کاظمیان به عنوان یکی از بنیانگذاران به اوریپدیا پیوست. مقدم در سال ۲۰۱۷، لری سنگر، یکی از مؤسسان ویکی‌پدیا را در اورپیدیا به عنوان رئیس بخش اطلاعات استخدام کرد.
در اوت ۲۰۱۸، مقدم در برنامه آمریکا کیست، مورد شوخی عملی ساشا بارون کوهن قرار گرفت.
مقدم دو بار مبتلا به تومور مغزی شده است و آخرین بار در سپتامبر ۲۰۱۸ تحت عمل جراحی قرار گرفت. مقدم معتقد است، ابتلا به تومور مغزی باعث شده است نظرش در مورد جهان تغییر کرده و الهام بخش «تغییر فلسفه شرکتی» در او شود.